# Pacífico Chiriboga
Pacífico Chiriboga y Borja  (San Pedro de Riobamba, 1810-San Francisco de Quito, 1886) fue un político y terrateniente ecuatoriano, vicepresidente y presidente encargado, con actuación durante los primeros años de la República del Ecuador. Fue, además, alcalde de Quito en 1839, senador y ministro de Estado.

## Biografía
Nació en Riobamba en 1810, en la propiedad familiar en lo que ahora es Provincia de Chimborazo, hijo de Martín Chiriboga y León, el último realista corregidor de Riobamba y María Dolores Borja y Tinajero, nieta de Lucas Vicente Joaquín de Borja y Lasteros y, consecuentemente, descendiente directa de san Francisco de Borja y Aragón III General de la Compañía de Jesús, IV duque de Gandía, I marqués de Lombay, que fue hijo de Juan de Borja y Enríquez de Luna, III duque de Gandía y Juana de Aragón y Gurrea; el primero, nieto del Papa Alejandro VI (Rodrigo de Borja); la segunda, nieta del rey Fernando II de Aragón, descendiente de los reyes de Navarra y la corona de Aragón. 
Después de la derrota de las fuerzas españolas, su padre fue desterrado, pero murió en el barco antes de arribar a Jamaica. La devoción del padre a la corona no afectó su surgimiento en la nueva república, debido a dos cosas: primero, la tierra familiar que se había confiscado durante la revolución fue restaurada por Simón Bolívar, en un acto de generosidad, y el desenvolvimiento temprano del hombre en la publicación de "El Quiteño Libre " una revista política de gran importancia durante el nacimiento de la nación ecuatoriana. Allí trabajó con algunos de los intelectuales más importantes de su tiempo, incluyendo a Pedro Moncayo, coronel Francisco Hall, Manuel de Ascásubi y su hermano Roberto de Ascasubi. Su fortuna fue restaurada por el Libertador y un grupo de amigos lo llevaron a una vida pública muy prolífica.

### Matrimonio
Casó con Ignacia Fernández Salvador, el 7 de febrero de 1830, procreando diez hijos.

### Fallecimiento
Murió en 1886, en Quito, siendo enterrado en la Capilla de Villacís del convento de San Francisco, en el Centro Histórico de dicha ciudad.

## Carrera política
Pugnó contra el gobierno de Juan José Flores incorporándose al movimiento El Quiteño Libre, de cuyos miembros varios fueron asesinados el 19 de octubre de 1833.
A finales de 1838 fue elegido Alcalde de Quito, cargo que ejerció entre el 1 de enero y el 31 de diciembre de 1839. Durante su periodo al frente de la ciudad ordenó que se reparen el camino entre Guápulo y El Quinche, y la arquería subterránea de la antigua quebrada de Sanguña, que pasa bajo El Sagrario y el actual Centro Cultural Metropolitano.
Fue nombrado Gobernador de Manabí en 1840, y en 1845 Vicente Ramón Roca le confirió el cargo de Gobernador de Pichincha, el cual ejerció hasta 1849. El 30 de agosto de 1852 fue elegido Vicepresidente de José María Urbina y Viteri, cuando este se proclama Jefe Supremo de la República y quedó encargado de la rama ejecutiva para un total de 100 días en los períodos entre 1852 y 1854.
También fue vicepresidente de 1852 a 1854, y después fue parte del triunvirato en el poder con Gabriel García Moreno y Jerónimo Carrión, los cuales luego llegaron  a ser presidentes de la república. Después sería parte de un segundo triunvirato. Como era el caso con la mayoría de los políticos de su tiempo; incluso cuando se encontraba en el ejercicio del gobierno, continuaba en el mantenimiento y expansión de las tenencias de las tierras familiares.
Usó a menudo su propio dinero para financiar a sus aliados políticos. En un momento dado, envió 4000 cabezas de ganado para las tropas de García Moreno durante las guerras entre liberales y conservadores. También compró muchas propiedades dentro de la ciudad de Quito para sus reuniones políticas.